# Encephalartos trispinosus
Encephalartos trispinosus — вид голонасінних рослин класу саговникоподібні (Cycadopsida).
Етимологія: лат. tri- — «три», лат. spinosus — «шипи», від 3-лопатевими листових фрагментів.

## Опис
Рослини деревовиді; стовбур 1 м заввишки, 25–30 см діаметром. Листки 75–125 см в довжину, сині або срібні, тьмяні; хребет синій, прямий з останньою третиною різко загнутою; черешок прямий, без колючок. Листові фрагменти ланцетні; середні — 10–18 см завдовжки, 15–25 мм завширшки. Пилкові шишки 1, веретеновиді, жовті, завдовжки 25–35 см, 7–8 см діаметром. Насіннєві шишки довжиною 1, яйцевиді, жовті, завдовжки 40–50 см, 18–20 см діаметром. Насіння довгасте, завдовжки 30–35 мм, шириною 18–20 мм, саркотеста червона.

## Поширення, екологія
Країни поширення: ПАР (Східна Капська провінція). Росте на висотах від 100 до 600 м над рівнем моря. E. trispinosus росте в посушливих низьких соковитих чагарниках на кам'янистих гірських хребтах і схилах. Вони знаходяться в тіні або на повному сонці на скелястих оголеннях порід.

## Загрози та охорона
Виду загрожує незаконний збір дикорослих зразків із середовища їх проживання. Популяції захищені в англ. Great Fish River Reserve Complex, Kap River Nature Reserve, Water's Meeting Nature Reserve. 